# 牟田口通照
牟田口 通照（むたぐち みちてる、1854年（安政元年） - 1905年（明治38年）3月30日）は、明治時代の司法官。箕作麟祥らとともに民法草案の作成に関与したことで知られる。通称・幸太郎。従三位勲三等。

## 経歴
元は佐賀藩士で、はじめは同郷の古賀定雄のもとで品川県判県事（のち大参事）を務め、ついで若松県参事となる。まもなく大蔵省に出仕し、明治7年より左院、明治8年より正院を経て、明治9年より司法省に転じる。司法省では箕作麟祥のもとで民法草案の作成に携わり、その後大審院判事へと転じて、宮城控訴院長、広島控訴院長を歴任した。判事退職後、第3回・第4回衆議院議員総選挙で広島第1区より立候補を模索するも断念し、弁護士となった。

### 履歴
- 明治元年8月8日 - 判県事[7]（所轄は明治2年2月より品川県となる区域）
- 明治2年8月3日 - 品川県大参事[8]
- 明治4年11月2日 - 若松県参事[9]
- 明治5年3月5日 - 租税権助[10]
- 明治6年1月15日 - 大蔵省六等出仕[11]
- 明治6年9月7日 - 補六等出仕[12]
- 明治7年2月12日 - 補左院六等出仕[13]
- 明治7年2月17日 - 四等議官（明治8年4月14日廃官）[14]
- 明治8年5月17日 - 権少内史[15]
- 明治8年5月20日 - 少内史（9月22日廃官）[16]
- 明治9年1月25日 - 五等判事[17]
- 明治9年3月2日 - 司法権大丞（兼二等法制官、明治10年1月18日まで）[18]
- 明治10年1月11日 - 司法権大書記官[19]
- 明治10年1月26日 - 兼太政官権大書記官（明治13年3月5日まで）[20]
- 明治12年7月21日 - 司法大書記官[21]
- 明治13年8月11日 - 大審院判事[22]
- 明治17年12月11日 - 宮城控訴裁判所長[23]（のち宮城控訴院長）[1]
- 明治23年10月30日 - 広島控訴院長[24]
- 明治26年12月29日 - 退職[25]

## 家族
妻は安子。二女まち子は禎子女王のご学友で、後に大阪精神病院長の山本宗一に嫁した。